# 大舌湖
大舌湖，是新北市坪林區的一個地名，位於該區東北部，範圍大致為漁光里西北部及西部。

## 歷史
台灣清治末期，大舌湖地區為一街庄，稱為「大舌湖庄」，隸屬於文山堡。該庄北與石底庄為鄰，東與楣仔藔庄、柑腳坑庄為鄰，南邊及西南邊為大粗坑庄，西北邊為玉桂嶺庄。
1901年（日治明治三十四年）11月，該庄隸屬於深坑廳，編入第十二區。1903年（明治三十六年）4月，第十二區拆出九芎林庄部分並改稱「闊瀨區」。1920年（大正九年），該庄改制為「大舌湖」大字，隸屬於臺北州文山郡坪林庄，大字下有「大舌湖」、「樟空子」、「乾溪」、「粗石斛」小字名。
戰後坪林庄改制為坪林鄉，隸屬於臺北縣，大字亦改制為村。2010年（民國99年）12月，臺北縣升格為新北市，坪林鄉改制為坪林區，村改制為里。

## 交通
鄉道北42線又名「坪雙產業道路」，經過大舌湖地區中部（坪雙路二段），由此往東可至濶瀨或續行通往雙溪區柑腳接省道台2丙線，往西南轉西可至坪林市區。

## 學校
- 坪林國小漁光校區